# Super Box
Super Box – polski zespół grający rocka i heavy metal, powstały w 1985 r. w Zabrzu.
Zespół wystąpił między innymi na otwarciu pierwszej edycji Metalmanii w 1986 r., oraz w 1987 r., na koncercie Debiutów w Opolu wykonując swój największy przebój „Biała dama”, ponadto brał udział między innymi w Festiwalu Muzyki Alternatywnej w Sopocie, „Święcie Młodości” w Halembie, Koncert Rock bez Maku w Hali Olivii w Gdańsku, czy Koncercie Czystych Serc w warszawskiej Hali Gwardii Warszawa. Zespół pojawiał się w licznych programach telewizyjnych i radiowych, a piosenki – 1986 „Biała dama” i „Cicha prośba” uplasowały się na I miejscu krajowej listy przebojów tygodnika „Panorama”. W 1987 r. zawiesił swoją działalność. Reaktywował się z okazji 20. rocznicy swojego powstania w 2007 r., w zmienionym składzie nagrywając utwór „Biały sen”. Powstał wówczas także teledysk, będący odniesieniem do „Białej damy”.
Były gitarzysta zespołu Fabian Marczok jest mężem wokalistki Agaty Kryszak i wspólnie z nią występuje.

## Aktualny skład
- Tomasz Najda – wokal
- Krzysztof Boluk – gitara
- Krzysztof Wtorek – gitara basowa
- Henryk Schidlo – perkusja

## Pierwotny skład
- Tomasz Najda – wokal
- Fabian Marczok – gitara
- Krzysztof Boluk – gitara
- Mirosław Krzyż – gitara basowa
- Henryk Schidlo – perkusja

## Wybrana dyskografia
- Kaseta Live Świnoujście (1986; Firma Fonograficzna Karolina)
- Biała dama niesie śmierć/Szkolne problemy (1986; Tonpress; singiel)